# Charles Moreau-Vauthier
Pour les articles homonymes, voir Moreau-Vauthier, Moreau et Vauthier.
Charles Moreau-Vauthier, né en 1857, mort en 1924, est un peintre, historien de l'art et écrivain français.

## Biographie
Charles Moreau-Vauthier est le fils d'Augustin-Jean Moreau-Vauthier, artisan sur ivoire, et le frère de Paul Moreau-Vauthier, sculpteur du Mur aux victimes des révolutions.
Il étudie la peinture sous la direction de Jean-Léon Gérôme et de Paul Baudry à l'École des beaux-arts de Paris. Il expose au Salon de Paris entre 1880 et 1887.
Il a notamment réalisé un des tableaux consacrés à la mort de Joseph Bara dans les années 1880 (comme Jean-Jacques Henner et Jean-Joseph Weerts). le tableau de Moreau-Vauthier s'intitule La Mort de Joseph Bara. Le Bara de Moreau-Vauthier gît, comme de celui de David ou de Henner, mais il n'en partage pas la nudité. Il est habillé d'une sorte d'uniforme et tient un tambour.
Il est l'auteur de plusieurs ouvrages sur l'art publiés par Hachette : Les chefs-d'œuvre des grands maîtres, Les peintres populaires (1914), La Peinture (1913), ainsi que des livres pour enfants (albums Silhouette). Il est également l'auteur de plusieurs romans comme La Vie d'artiste (Plon, 1892), ou Les rapins (Flammarion, 1896). Il a également écrit des articles de journaux.
Il s'installe en 1906 à Bourron-Marlotte où il ouvre un petit musée local. En décembre 1907, il fonde la Société des amis de la forêt de Fontainebleau dont il est le vice-président, ainsi que la Société l'Artistique. Il enseigne le dessin à l’école Comairas de Fontainebleau.
Il est enterré à Paris au cimetière du Père-Lachaise (14e division),,.
L'école maternelle de Bourron-Marlotte porte son nom.

## Œuvres dans les collections publiques
- Nemours, Château-Musée : Ruelle à Moret, 1906-19024, huile sur toile, 27 x 40 cm. 2020.420.1